# Flappy Bird
Flappy Bird is een mobiele app ontwikkeld door Nguyễn Hà Đông (Dong Nguyen) uit Hanoi en gepubliceerd door het Vietnamese GEARS Studios. Het verscheen oorspronkelijk in mei 2013 voor de iPhone 5, maar raakte na een kleine update in september van dat jaar plotseling populair. In januari 2014 voerde het spel de Amerikaanse en Chinese lijsten van meest gedownloade gratis apps aan.
Het spel werd op 9 februari 2014 door de ontwikkelaar uit de Google Play Store en de App Store gehaald. Dit werd op 8 februari aangekondigd via een tweet van de ontwikkelaar "Sorry Flappy Bird users, 22 hours from now, Flappy Bird will be taken down. I can't take this anymore." De ontwikkelaar zegt hierin dat hij de aandacht van de wereldwijde media niet aan kan.  
Later zegt hij in een gesprek met Forbes dat hij het verwijderde omdat het te verslavend zou zijn. Het was bedoeld als ontspanning in een paar minuten vrije tijd, maar Dong Nguyen zag dat het erg verslavend was. Het verwijderen van het spel had volgens de maker niets te maken met juridische redenen.
Nadat het spel werd verwijderd, doken er klonen van Flappy Bird op met namen als Flappy Plane, Flappy Whale, Flappy Angry Bird. Ook werden er direct op de veilingsite eBay iPhone's aangeboden waar de app op geïnstalleerd was. Sommigen vroegen voor deze telefoons 90 tot 100.000 dollar. eBay greep hier echter al snel op in door in de voorwaarden nog even duidelijk te omschrijven dat alle inhoud, waaronder Flappy Bird, van een aangeboden smartphone of tablet verwijderd moet zijn.

## Omschrijving
Het doel van het spel is om een vogel te laten vliegen en daarbij obstakels (buizen) te laten ontwijken. De vogel wordt in de lucht gehouden door op het scherm te tikken. Voor iedere buis die de vogel passeert krijgt de speler een punt. Als de vogel een buis raakt stort de vogel neer en is het spel ten einde. De eenvoudige graphics en buizen doen aan Super Mario Bros. 3 denken.
Er zijn vier verschillende soorten medailles te winnen. Bij een score van 10 of meer is dat een bronzen medaille. Bij een score van 20 of meer een zilveren, bij 30 of meer een gouden en bij 40 of meer een platina medaille.

## Platforms
| Jaar | Platform      |
| ---- | ------------- |
| 2013 | iPhone        |
| 2014 | Android, iPad |

## Ontvangst
Gazet van Antwerpen constateerde op 31 januari 2014 dat Flappy Bird de meest gedownloade gratis app was op dat moment maar dat veel spelers de moeilijkheidsgraad van het spel te hoog vinden. Het spel voerde in januari 2014 de lijst van meest gedownloade gratis apps aan in de Verenigde Staten en China.
Op de kritiek dat het spel te moeilijk zou zijn antwoordde ontwikkelaar Dong Nguyen dat het spel op Android-telefoons makkelijker te spelen is dan op de iPhone.
| Beoordeeld door | Platform | Datum            | Score |
| --------------- | -------- | ---------------- | ----- |
| IGN             | iPhone   | 7 februari 2014  | 54%   |
| Metacritic      | iPhone   | 24 mei 2013      | 52%   |
| PCMag.com       | iPhone   | 10 februari 2014 | 50%   |